# 香港航空事故列表
此處列出於香港境內發生，或其目的地/出發地為香港的飛行器事故，不論有無人員傷亡。

## 1930年代
- 1938年8月24日，桂林號事件，中國航空一架DC-2型客機原定從香港啟德機場飛至廣西梧州時遭日本海軍軍機擊落，機上18人僅3人生還。桂林號事件也是民航史上第一起民航客機被軍機擊落事件。

## 1940年代
- 1941年9月21日，一架DC-2客機於降落啟德機場時失控，衝入九龍城的村屋，但無人傷亡。
- 1946年3月26日，英國皇家空軍一架C-47運輸機從啟德機場起飛作軍事訓練，途中因密雲於大嶼山墜毀，4人死亡。
- 1946年9月25日，一架準備前往越南西貢（今胡志明市）的英國皇家空軍C-47運輸機在惡劣天氣下，由舊31跑道往獅子山方向起飛後於九龍塘墜毀，19人死亡。
- 1947年1月25日，菲律賓航空一架DC-3貨機於降落啟德機場前因大霧墜毀於港島柏架山上，4人死亡。由於機上載有一批值二千萬的黃金，因此現場解封後，引起市民連月的「尋金熱」。
- 1948年12月21日，中國航空公司一架DC-4客機因密雲影響墜毀於西貢火石洲，全機33人死亡，死者包括榮熙泰家族的紡織業大亨榮伊仁及中航副董事長、美國前總統老羅斯福孫兒Quentin Roosevelt。
- 1949年2月24日，國泰航空一架C-47改裝的DC-3客機因能見度差墜毀於北角寶馬山，23人死亡。
- 1949年7月11日，前香港航空一架前往廣州的DC-3在啟德起飛時機件故障墜海，無人傷亡。

## 1950年代
- 1951年3月11日，一架太平洋海外航空（Pacific Overseas Airlines）的DC-4飛機於機場起飛後撞向畢拿山，26人死亡。事件因能見度低及機師出錯引起。
- 1951年4月9日，暹羅航空一架DC-3因機師出錯及天氣惡劣，在着陸前失控衝落石澳鶴咀以東海域，16人死亡。 *根據歷史 暹羅航空是在1965年成立
- 1953年7月27日，皇家空軍一架自新加坡出發的赫士廷斯式（Hastings）運輸機，降落啟德舊13跑道時過早着地，飛機撞毀跑道頭的莆崗民房。一名村民當場撞死，飛機鏟進跑道後着火，全機40人生還。
- 1954年7月23日，國泰航空的DC-4「空中霸王」客機（Skymaster），機身編號VR-HEU，從泰國曼谷返港途中，於海南島上空被兩架解放軍戰機擊落。10死8傷。
- 1955年4月11日，克什米尔公主号執行包機任務，原定載周恩來等中共領導人從北京經香港飛往印尼耶加達參加萬隆會議。在香港啟德機場停留期間，國民黨特務成功潛上飛機放置定時炸彈。飛機在接近印尼海岸時爆炸，機上除3名機員生還外，11名乘客及5名機組人員罹難。
- 1958年8月31日，美國空軍一架自沖繩抵達香港的C-54軍機，降落舊31號跑道時撞毀舊13/31跑道與07/25跑道的交匯處，無人傷亡。飛機殘骸阻礙飛機升降，當局需提早啟用原定於翌日開放的新13/31跑道。

## 1960年代
- 1961年4月19日，美國空軍一架飛往台南的C-47運輸機往鯉魚門方向起飛後因濃霧及機件故障而於柏架山墜毀，15死1傷。
- 1962年12月28日戰機撞向獅子山   26歲的克烈治頓中尉駕駛「獵人噴射戰鬥機」，在啟德上空附近進行空軍訓練  飛機俯衝而下撞向獅子山，瞬即爆發巨響，火勢極猛，一大部份的山都被黑煙濃罩。
- 1965年8月24日，美軍運輸機墜海事故，一架美國海軍陸戰隊的洛歇KC-130F大力士型運輸機，從13跑道起飛後失控衝入海港沉沒。事件造成59人死亡，是啟德機場及香港史上最嚴重的墜機意外。
- 1966年3月4日，從香港飛往東京羽田國際機場的加拿大太平洋航空402號班機，降落時失事撞毀，機上64人死亡，8人受傷。
- 1966年3月5日，從東京羽田國際機場飛往香港的英國海外航空911號班機，遭遇亂流致機身解體，墜毀於富士山麓，全機124人死亡。
- 1967年6月30日，泰國國際航空601號班機的一架Sud Aviation SE210客機在颱風吹襲期間降落，最後在跑道附近墮海，造成24死56傷。事件歸因於天氣及人為錯誤。
- 1967年11月5日，國泰航空33號班機(康維爾CV-880噴射機)起飛失敗，衝出跑道墮海，1死40傷。

## 1970年代
- 1972年6月15日，國泰航空700Z號班機空難，國泰班機在飛港途中，於越南的空中發生爆炸，導致機上81人全數罹難。事後雖然逮捕了嫌疑犯，但事件原因始終未明。
- 1977年9月2日，英國環子午線航空3751號班機起飛後不久引擎着火，八分鐘後在橫瀾島對開海面墜毀，機上4名機員無一生還。
- 1978年3月9日，中華航空831號班機由高雄飛香港, 飛機為波音737客機。途中被機務員劫持要求飛往中國大陸，劫機者被其他機組人員制伏格殺。航機於香港安全降落。（页面存档备份，存于）
- 1978年9月4日，一架小型私人飛機於啟德機場前往石崗機場途中，因機件故障墜毀於大帽山山腰，機上兩人奇蹟僅受輕傷，其中一人為已故影星喬宏。

## 1980年代
- 1983年10月18日，一架德國漢莎航空683號班機的波音747客機起飛時發動機故障，放棄起飛後衝出跑道草坪，起落架斷裂並撞毀引擎。航機最終在香港飛機工程公司重修後成功復飛。
- 1988年8月31日，中國民航301號班機的一架三叉戟客機於31跑道降落時觸及跑道進場燈，之後衝出跑道滑進海裏，14死7傷。當時天氣惡劣，有霧及雨。

## 1990年代
- 1991年5月26日，維也納航空004號由香港前往奧地利維也納，中停泰國曼谷的航班的波音767-3Z9ER客機在泰國至奧地利的航段中，於起飛不久後在空中失事解體。全機223人罹難，當中包括52名香港人。
- 1992年12月15日，皇家香港輔助空軍一架英製的諾曼BN-2「島民式」搜救型定翼機於作訓練用途時墜落吐露港，機上2人獲救。 （页面存档备份，存于）
- 1993年11月4日，颱風艾拉襲港期間，一架中華航空605號班機波音747-400客機降落時衝出13跑道。當時香港正懸掛三號強風信號，陣風達到烈風程度。飛機當時未能穩定下降，但機長仍然堅持繼續着陸而不選擇重飛。最後飛機於超過跑道三分之二處着陸時，未能停定後衝入海中，造成23人受傷。
- 1994年3月23日，俄羅斯航空593號凌晨在俄羅斯西伯利亞地區荒郊失事墜毀，當時正由莫斯科舍列梅季耶夫國際機場飛往香港啟德機場，以俄羅斯航空的空中巴士A310-304客機執行此航班。機上75名機員及乘客全部罹難。
- 1994年9月23日，一架由香港政府租用，Heavylift Cargo Airlines（英语：Air Foyle HeavyLift）執飛作遣返越南船民的印尼佩利塔航空（Pelita Air Service）洛歇L-100-30大力士型運輸機完成任務後回港，再返回雅加達，豈料在13跑道起飛時，因滑門控制折斷，失控墜海，造成6死6傷。
- 1999年8月22日，颱風森姆襲港期間，中華航空642號班機於香港國際機場降落時失事，全機翻轉並起火。機上3人死亡，208人受傷，是香港回歸中國及新機場於1998年7月6日啟用以來首宗致命航空事故。

## 2000年代
- 2002年5月25日，中華航空公司一架由當時的臺灣中正國際機場（現名為臺灣桃園國際機場）飛往香港國際機場（赤鱲角機場）的客機解體墜毀，機上225人全部罹難，為發生在臺灣境內死傷最慘重的空難（中華航空611號班機空難）。
- 2003年8月26日，政府飛行服務隊一架EC-155B1直昇機（機身編號B-HRX）於執行任務期間墜毀於大嶼山的山頭，機上兩名機員罹難。這是香港政府飛行服務隊自1993年成立以來首宗墜機及有機員殉職事故。（B-HRX墜毀事故）
- 2006年8月3日，港龍航空590號班機準備飛往上海，飛機為租用其他航空公司的空中巴士A300B4型貨機。在港起飛個多小時後，機師指機上兩個引擎均動力不足，須以「全面戒備」的緊急狀態折返本港，期間飛機曾以滑翔方式在空中滑行。航班最終安全降落，機上4名機組人員無恙。
- 2008年7月25日，一架由倫敦飛往墨爾本，航班編號QF30的澳洲航空波音747-400型客機，在经停香港之後起飛約一小時後，機腹處的前貨艙外殼意外出现一个直径2-3米的大洞，造成機艙瞬間失壓，班機立刻從高度29,000英呎（8839米），急速下降到10,000英呎（3048米），緊急迫降於菲律賓的馬尼拉機場，機上364名乘客和19名機組人員並無傷亡。[1][2]（澳洲航空30號班機事故）
- 2009年5月1日，一架私人擁有的R-22型直昇機，於停用了的啟德機場空地停車場墜毀並壓毀一架旅遊巴士，機上兩父子及巴士上一人受傷。

## 2010年代
- 2010年4月13日，一架編號CX780、載有322人的國泰航空空中巴士A330-300客機由印尼泗水返港途中，一個引擎先在半空故障，機師立即向機場控制塔要求緊急降落，着陸前一刻，另一引擎亦疑失靈，飛機一度短暫滑翔降落，左右兩邊起落架撼地，導致8個輪胎爆了6個，輪胎更一度起火，機上乘客及人員要緊急疏散，事件中有8名乘客受傷。（國泰航空780號班機事故）
- 2010年7月3日，一架由香港港澳碼頭前往澳門的空中快線直升機，在飛離信德中心後不久，因機件故障失事墜落維多利亞港，機上13人全部獲救。（空中快線EA206A號直昇機事故）
- 2010年12月27日，一架政府飛行服務隊的超級美洲豹直昇機（B-HRN）於城門水塘抽水救火時，其中一具引擎發生機件故障。結果直昇機需緊急迫降水塘，機上三名機組人員安全獲救。
- 2013年9月28日上午10時左右，一名香港飛行總會的會員駕駛Cessna 172型降落時於石崗機場跑道意外反轉，機上兩人受輕傷。[3]
- 2016年2月27日，香港飛行總會一架Zlin Z242L型號單引擎定翼飛機失事墜落吐露港海面，機師死亡。[4]
- 2016年5月21日下午5時許，石崗機場發生小型飛機Cessna152降落時發生「甩轆」意外，當時一架小型飛機降落時疑頭轆著地時甩脫，引致機身失平衡向前衝「趴地」，幸機師未有受傷。  [5]
- 2018年6月24日，香港飛行總會一架Zlin Z242型號小型飛機失事墜落大埔馬屎洲，機師安全獲救。當時機師於石崗駕駛小型飛機，飛至大埔馬屎洲上空時失事下墜，以均速直撞向一個山坡，飛機掛在樹上，幸無起火。目擊者指，下午4時許，他在大尾督船灣淡水湖一帶，發現一架小型飛機在半空飛行及打圈，懷疑進行花式練習。其後目撃飛機「水平地旋轉向下墜地，機肚落地」，其間無煙無火，僅傳出輕微碰撞聲。其後水警輪已到場，將機師救出送走。機師可以自行走動，傷勢不重。[6]
- 2019年5月19日，一架註冊編號為B-KTK的Robinson R44 II型直升機從大埔飛回石崗機場的過程中在林錦公路上空約2,000呎空中時突然解體，並墜落於嘉道理農場暨植物園旁的一處山坡，機師當場罹難。（B-KTK直升機墜毀事故）

## 2020年代
- 2020年3月30日下午，解放軍駐港部隊一架直升機在大欖郊野公園執行飛行訓練時失事，事故造成連接屯門龍鼓灘至沙田的40萬伏特架空電纜在下午4時48分出現故障，引致供電系統短暫電壓驟降，歷時少於0.1秒。當天下午約5時，在九龍及新界多區在15分鐘內接獲42宗市民困𨋢報告。據人權組織中國人權民運信息中心引消息人士指，事件中有4名機組人員死亡墜毀的是機型為直-9運輸機，機身編號是6202，惟消息已得證實。[7]（2020年3月解放軍駐港部隊直升機失事事故）
- 2021年7月20日，UPS航空一架波音747-8貨機 (註冊編號: N624UP) 預備由香港飛往杜拜的5X3航班，起飛時1號引擎著火，機組折返降落，消防在跑道上施放化學泡沫，民航意外調查機構已展開調查。[8][9]
- 2021年10月14日零晨00時03分，一架西伯利亞航空的波音737-800型貨機降落在跑道07L，當飛機按空中交通管制指示擬用滑行道A7脫離跑道時，飛機進入了滑行道 A6 和滑行道 A7 之間的正在進行工程路面區域，民航意外調查機構已展開調查。
- 2022年6月6日，中華航空一架空中巴士A321neo型客機（註冊編號: B-18103）在執行從香港國際機場飛往桃園國際機場的910號班機的途中2號引擎熄火。機師在香港飛行情報區發出PAN-PAN求救訊號後折返香港國際機場降落。
- 2022年6月27日，香港快運航空一架A320型飛機在執行UO111台北至香港航班時機艙冒煙[10]，當時機上有47名乘客以及7名機組人員，無人受傷。
- 2023年6月24日零晨00時20分，國泰航空一架準備飛往洛杉磯的客機在起飛時因偵察到技術故障而終止起飛，11人在疏散過程中受傷[11]。